# Bob Anderson (Dartspieler)
Robert Charles „Bob“ Anderson (* 7. November 1947 in Winchester, Hampshire, England) ist ein englischer Dartspieler und Weltmeister mit dem Spitznamen „The Limestone Cowboy“ (zu Deutsch etwa: „Der Kalkstein-Cowboy“).
Anderson gewann die World Professional Darts Championship im Jahr 1988, zudem 1986, 1987 und 1988 die World Masters Championship. 1987 und 1989 war er an Position 1 der WDF-Weltrangliste. Heute lebt er in Clevedon, Somerset.
Anderson warf seine erste „180“ (maximale mit drei Dartpfeilen zu erreichende Punktzahl) bereits im Alter von sieben Jahren, zudem war er in Jugendjahren auch als hervorragender Athlet bekannt; er wurde als Speerwerfer in die britische Auswahl für die Olympischen Sommerspiele 1968 nominiert. Er brach sich den Arm, bevor das Team nach Mexiko aufbrach. Dies war gleichzeitig das Ende seiner Speerwurf-Karriere. 1990 musste er sich einer Operation am Rücken unterziehen, da auch seine Dart-Karriere durch die Beschwerden bedroht war.
Anderson war auch die treibende Kraft hinter dem Bob Anderson Classic, einem größeren Dart-Turnier, welches von 2002 bis 2005 jährlich stattfand. Zudem erfand Anderson das Darttrainingsspiel „Bob’s 27“.

## Karriere

### Bis 1988: Erste Karrierejahre bis zum WM-Titel
Bob Andersons Dartskarriere begann in den 1970er-Jahren. Im Jahr 1979 trat Anderson erstmals bei einem Major größer in Erscheinung. Beim World Masters scheiterte er erst im Achtelfinale an John Lowe. Zwei Jahre später schied er ebenfalls beim World Masters eine Runde früher aus.
Bei den British Open 1983 unterlag Anderson im Halbfinale mit 1:2 gegen Eric Bristow. Im Juni 1983 errang Anderson dann den Titel beim British Gold Cup, indem er gegen Paul Reynolds gewann. Beim World Masters zog er erstmals ins Viertelfinale ein. Dies verlor er mit 1:2 gegen Dave Lee.
Im Januar 1984 gab Anderson sein Debüt bei der BDO World Darts Championship. Er traf in Runde eins auf den Schweden Stefan Lord, welcher im Jahr zuvor den dritten Platz erreicht hatte. Anderson verlor mit 0:2 in Sätzen.
Im April 1984 erreichte Anderson das Finale des Double Diamond Masters, nachdem er zuvor Denis Ovens und Keith Deller hatte besiegen können. Er verlor das Endspiel jedoch gegen Dave Lee mit 1:3. Beim British Pentathlon zwei Monate später erreichte er Platz 4.
Eine Woche später spielte sich Anderson, nachdem er Bobby George, Cliff Lazarenko und Eric Bristow geschlagen hatte, ins Finale des Butlin’s Grand Masters. Mit 3:5 verlor er jedoch auch dieses Endspiel gegen Mike Gregory. Beim World Masters im Oktober schied Anderson im Achtelfinale aus.
Bei der BDO World Darts Championship 1985 konnte Anderson dann erstmals ein Spiel gewinnen. In der ersten Runde siegte er mit 2:1 über den Finnen Arto Lintunen. Er verlor jedoch sein Zweitrundenmatch mit 1:3 gegen Dave Whitcombe.
Das Finale des MFI World Matchplay im Oktober verlor Anderson knapp gegen Eric Bristow. Beim World Masters stand er erstmals im Halbfinale.
Bei der BDO World Darts Championship 1986 siegte Anderson zunächst mit 3:0 über Bobby George. Im Achtelfinale gab er ebenfalls keinen Satz ab. Mit 3:0 setzte er sich gegen den Finnen Kari Saukkonen durch. Im Viertelfinale kam es dann zu einem deutlich knapperen Spiel. Mit 4:3 gewann Anderson gegen John Lowe und zog in sein erstes WM-Halbfinale ein. Ein ähnlich spannendes Spiel ging diesmal jedoch besser für Andersons Gegner Dave Whitcombe aus, welcher sich mit 5:4 durchsetzte.
1986 konnte Anderson dann gleich mehrere Titel erringen. Zunächst gewann er an der Seite von John Lowe das MFI World Pairs. Kurz darauf siegte er auch beim British Gold Cup. Dafür schlug er im Finale Robert MacKenzie. Bei den Denmark Open im August gewann Anderson das Finale gegen Mike Gregory.
Im Oktober 1986 errang Anderson seinen bis dato größten Titel. Beim World Masters siegte er gegen Stefan Lord, Tony Payne, Dave Whitcombe und Chris Johns und traf im Finale auf den Kanadier Bob Sinnaeve, der ein gutes Spiel machte. Anderson gewann jedoch mit 3:2 in Sätzen und errang damit seinen ersten Major-Titel.
Einen weiteren Titel errang Anderson bei den Swedish Open und im darauffolgenden Jahr auch die British Open.
Bei der BDO World Darts Championship 1987 gewann Anderson zunächst mit 3:0 gegen Peter Locke und zog nach einem 3:1-Erfolg über Paul Lim ins Viertelfinale ein. Dies verlor er jedoch mit 3:4 gegen Alan Evans.
Nach zwei Finals bei den Finnish Open und den Canadian Open gewann Anderson zusammen mit der englischen Mannschaft beim WDF World Cup. Wenig später gewann er ebenfalls das MFI World Matchplay nach 5:1-Erfolg über John Lowe und trat Ende Oktober 1987 zur Titelverteidigung beim World Masters an. Diese gelang ihm auch nach einem 3:1-Sieg im Finale über John Lowe.
Bei der BDO World Darts Championship 1988 startete Anderson mit einem 3:1 über Bert Vlaardingerbroek aus den Niederlanden. Im Achtelfinale besiegte er dann mit 3:0 den Australier Russell Stewart. Ebenfalls keinen Satz gab Anderson gegen Peter Evison ab. Mit 4:0 erreichte der Limestone Cowboy sein zweites WM-Halbfinale. Gegen den Außenseiter Rick Ney aus den Vereinigten Staaten musste Anderson ebenfalls keinen Satz abgeben. Mit 5:0 gewann er und traf damit im Finale auf seinen ewigen Rivalen und den Titelverteidiger John Lowe. Diesen konnte er mit 6:4 in Sätzen besiegen und damit seinen ersten und einzigen Weltmeistertitel erringen.
Bei den Finnish Open, Canadian Open und den North American Open kam Anderson jeweils ins Finale. Im Juni gewann er das British Matchplay mit 3:2, wieder gegen John Lowe.
Beim World Masters spielte sich Anderson nach Siegen über Magnus Caris, Ronnie Baxter und Mike Gregory erneut ins Finale. Seinen Gegner, erneut John Lowe, besiegte er dieses Mal mit 3:2 und gewann damit zum dritten Mal in Folge den Titel beim World Masters.

### 1989–1993: Die letzten Jahre bei der BDO
Als Titelverteidiger ging Anderson also zur BDO World Darts Championship 1989. Mit 3:0 gewann er das erste Spiel gegen Ken Summers. Auch gegen Wayne Weening aus Australien gewann er. Diesmal mit 3:1. Im Viertelfinale gegen Dave Whitcombe erkämpfte sich Anderson einen Sieg gegen Dave Whitcombe, den er mit 4:3 schlug. Einen ähnlichen Kampf lieferten sich er und Jocky Wilson. Diesmal verlor Anderson jedoch mit 4:5 und verpasste damit die Titelverteidigung.
Nach dem Sieg beim Dry Blackthorn Cider Masters im März gewann Anderson im Juni 1989 das Finale des British Matchplay gegen Cliff Lazarenko und verteidigte somit seinen Titel. Mit der gleichen Intention startete Anderson beim World Masters, musste sich jedoch im Achtelfinale Magnus Caris geschlagen geben.
Gesetzt an Position zwei startete Anderson in die BDO World Darts Championship 1990. In seinem ersten Spiel gegen den Dänen Jann Hoffmann musste Anderson nach 2:2 in Sätzen in die Verlängerung. Beim Stand von 3:4 für Hoffmann verpasste der Limestone Cowboy drei Darts auf Doppel, woraufhin der Däne mit Triple 10 und Doppel 16 das Match auscheckte.
Anderson ließ sich von diesem Misserfolg jedoch nicht beirren. Er gewann die erstmalig ausgetragene World Champions Challenge und später im Juni die Canadian Open, indem er im Finale Phil Taylor besiegte. Ende des Monats folgten zwei Finalteilnahmen beim British Gold Cup und dem British Matchplay, bevor er im September am WDF Europe Cup 1990 teilnahm. Gemeinsam mit Phil Taylor errang er dabei den Doppeltitel im Finale gegen John Lowe und Eric Bristow. Diese vier waren es auch, welche sich im Teamwettbewerb gegen Schweden durchsetzten.
Bei der BDO World Darts Championship 1991 war Anderson nur noch an Nummer fünf gesetzt. Ihm gelang diesmal jedoch wieder ein Erstrundenerfolg. Mit 3:2 schlug er Sean Palfrey. Mit demselben Ergebnis gewann er auch in Runde zwei gegen Russell Stewart. Im Viertelfinale musste erneut der letzte Satz die Entscheidung bringen, wobei Anderson erneut die Oberhand behielt und nach 4:3 über Alan Warriner zum vierten und letzten Mal ins BDO-WM-Halbfinale einzog. Dieses verlor er dann jedoch mit 2:5 gegen Dennis Priestley.
Das Finale der Canadian Open im Juni daraufhin verlor Anderson gegen Mike Gregory. Beim World Masters unterlag er im Halbfinale Phil Taylor. Ansonsten konnte er bei keinen größeren Turnieren Aufmerksamkeit erregen.
Die BDO World Darts Championship 1992 startete Anderson erneut an Position 5. Nachdem er mit 3:1 gegen Ronnie Baxter gewonnen hatte, musste er sich in Runde zwei Graham Miller mit 2:3 geschlagen geben.
Daraufhin gewann Anderson die Canadian Open und nahm als Teil des englischen Teams am WDF Europe Cup teil. Im Einzel gelang ihm dabei kein großer Erfolg, viel besser lief es dafür in den Doppel- und Teamwettbewerben. An der Seite von John Lowe erreichte er das Halbfinale, welches die beiden gegen die Gastgeber aus Finnland (bestehend aus Kexi Hainaharju und Aulis Nissinsen) mit 3:4 verloren. Im Team gelang es dafür – neben Anderson und Lowe bestehend aus Phil Taylor und Alan Warriner – den Titel gegen das Walisische Team zu erringen.
Zusammen mit anderen Spielern des Dartsports begann auch Anderson damit, sich immer weiter von der BDO abzuspalten. Dies führte dazu, dass Anderson eines der Gründungsmitglieder des World Darts Council wurde. Bei dessen allererstem Turnier, den Lada UK Masters im Oktober 1992, scheiterte Anderson im Achtelfinale an Phil Taylor.
Bei der BDO World Darts Championship 1993 startete Anderson als Nummer 8 der Rangliste. Mit 3:1 gewann er in Runde eins gegen Scott Coleman und setzte sich ebenfalls gegen Eric Bristow durch, diesmal sogar mit 3:0. Sein letztes BDO-WM-Spiel, das Viertelfinale gegen Steve Beaton, verlor er schließlich aber mit 1:4.
Kurz darauf nahm er am UK Matchplay, einem weiteren WDC-Turnier, teil und scheiterte erst im Halbfinale an Dennis Priestley. Die WDC Samson Darts Classic im April konnte er dann sogar nach Finalsieg über Phil Taylor gewinnen, bevor er im Juni 1993 zu seinem letzten BDO/WDF-Turnier antrat. Im Finale der North American Open gewann Anderson gegen Shayne Burgess.
Bei den Lada UK Masters kam Anderson in diesem Jahr sogar ins Finale, musste sich allerdings mit 6:8 Mike Gregory geschlagen geben. Daraufhin startete Anderson bei der ersten Austragung der WDC World Darts Championship 1994 als Nummer 3 der Rangliste. In seiner Vorrundengruppe gegen die beiden US-Amerikaner Gerald Verrier und Dave Kelly konnte sich Anderson ohne Satzverlust durchsetzen. Er traf daraufhin im Viertelfinale auf Phil Taylor, gegen den er mit 2:4 verlor.

### 1994–2002: Erste Jahre und Formtief bei der PDC
Beim UK Matchplay daraufhin spielte sich Anderson nach Siegen über John Lowe, Sean Downs und Rod Harrington ins Finale, welches er mit 5:7 gegen den Weltmeister Dennis Priestley verlor. Beim ersten World Matchplay gewann Anderson in Runde eins mit 8:4 gegen Mick Manning, bevor er im Achtelfinale in der Verlängerung Phil Taylor mit 11:9 schlagen konnte. Im Viertelfinale verlor er jedoch gegen Shayne Burgess mit 8:11.
Bei seiner Teilnahme an der WDC World Darts Championship 1995 war Anderson an Nummer fünf gesetzt. Mit 3:1 schlug er in der Vorrunde sowohl Jerry Umberger als auch Ritchie Gardner und zog damit wieder ins Viertelfinale ein. Wie im Vorjahr verlor er jedoch dieses gegen Phil Taylor, diesmal mit 1:4.
Im April 1995 verlor Anderson das Halbfinale des UK Matchplay gegen Alan Warriner-Little. Beim World Matchplay schied Anderson noch früher aus. Bereits in seinem ersten Spiel unterlag er John Lowe mit 8:10.
Bei der WDC World Darts Championship 1996 konnte Anderson zwar Gerald Verrier mit 3:1 besiegen, schied jedoch nach einem 2:3 gegen Jamie Harvey erstmals in der Gruppenphase aus.
Beim UK Matchplay daraufhin kam Anderson erneut ins Halbfinale. Eine Woche später konnte er dann erstmals wieder ein Turnier gewinnen. Im Finale der Antwerp Open siegte Anderson über Keith Deller. Beim World Matchplay 1996 siegte Anderson zunächst gegen Steve Brown mit 8:3, bevor er sich auch gegen Paul Lim mit 8:6 durchsetzen konnte. Einen relativ deutlichen Sieg konnte Anderson auch im Viertelfinale erzielen: Mit 11:6 schlug er Alan Warriner-Little. Im Halbfinale wurde er dann von Dennis Priestley gestoppt, welcher mit 11:13 gewann. Das damals noch ausgetragene Spiel um Platz 3 erkämpfte sich dann wiederum Anderson mit einem 11:10-Erfolg über Jamie Harvey.
An der Seite von Phil Taylor nahm Anderson am WDC World Pairs teil. Nachdem sie sich in ihrer ersten Gruppe als Zweitplatzierte durchgesetzt hatten, gewannen sie in der zweiten Runde ihre Gruppe und zogen damit ins Finale ein. Mit 18:15 gewannen Anderson und Taylor dieses gegen Chris Mason und Steve Raw.
Bei der WDC World Darts Championship 1997 war Anderson wieder an Position drei gesetzt. Mit 1:3 unterlag er jedoch in seinem ersten Spiel gegen Eric Bristow, weshalb sein 3:1-Sieg über Gary Mawson nicht mehr ausreichte, um die Gruppenphase zu überstehen, da Bristow einen höheren Gesamtaverage erzielte.
Bei den Antwerp Open erreichte Anderson daraufhin das Halbfinale. Das World Matchplay endete für ihn nach Siegen über Dean Allsop und Steve Brown im Viertelfinale nach einer 2:11-Niederlage gegen Phil Taylor. Beim PDC World Pairs schieden Anderson und sein Doppelpartner Taylor in der zweiten Runde als Gruppendritte aus.
Nur noch an Position acht gesetzt, verlor Anderson bei der PDC World Darts Championship 1998 direkt sein erstes Spiel mit 0:3 gegen Shayne Burgess. Ein 3:1-Sieg über Gerald Verrier reichte daraufhin wieder nicht aus, um in die Endrunde einzuziehen.
Beim World Matchplay 1998 gewann Anderson sein erstes Spiel gegen Cliff Lazarenko und setzte sich auch in der zweiten Runde gegen Steve Brown durch. Wie im Vorjahr war wieder im Viertelfinale Schluss, als er sich in der Verlängerung mit 12:14 gegen Rod Harrington geschlagen geben musste.
Beim erstmals ausgetragenen World Grand Prix schied Anderson ganz knapp in Runde eins aus. Mit 10:11 verlor er gegen Gary Mawson. Dies führte dazu, dass Anderson bei der PDC World Darts Championship 1999 nicht mehr gesetzt war. Erstmals wurde bei der WM komplett im K.-o.-System gespielt. In der ersten Runde gewann Anderson mit 3:2 gegen Keith Deller. Mit de gleichen Ergebnis setzte er sich auch gegen Jamie Harvey durch und zog somit ins Viertelfinale ein, wo er gegen Phil Taylor keinen Satz gewinnen konnte.
Das World Matchplay 1999 endete für Anderson in Runde zwei, nachdem er gegen Keith Deller mit 12:10 gewonnen und gegen Peter Evison mit 8:13 verloren hatte. Beim World Grand Prix schied Anderson in der Vorrundengruppe nach einem Sieg über Paul Lim und zwei Niederlagen gegen Rod Harrington und Chris Mason aus.
Bei der PDC World Darts Championship 2000 traf Anderson in Runde eins auf den Erstgesetzten Peter Manley und verlor mit 0:3. Auch beim World Matchplay daraufhin spielte sich Anderson erneut nur in die zweite Runde. Er gewann zwar mit 10:1 gegen Graeme Stoddart, verlor dan aber mit 7:13 gegen den Titelverteidiger Rod Harrington. Dadurch verpasste Anderson auch die Qualifikation für den World Grand Prix.
Erst bei der PDC World Darts Championship 2001 trat der Limestone Cowboy wieder in Erscheinung konnte seine Formkurve jedoch nicht steigern. Mit 1:3 unterlag er wie beim Matchplay zuvor Rod Harrington. Im Juni daraufhin kam es erstmals seit der WM 1999 zu einer Viertelfinalteilnahme. Bei den Claims Solution Classic schied er knapp gegen Colin Lloyd aus.
Das World Matchplay 2001 endete für Anderson mit einer 6:10-Niederlage gegen Richie Burnett bereits in Runde eins. Ebenso die PDC World Darts Championship 2002. Mit 3:4 unterlag er hier Steve Beaton.

### 2002–2005: Zwei WM-Halbfinals und Bob Anderson Classic
Im Mai 2002 gelang Anderson beim Le Skratch Montreal Open erstmals seit 1996 wieder ein Finaleinzug. Er unterlag zwar Phil Taylor, konnte sich aber auch beim darauffolgenden World Matchplay verbessern. Er besiegte zunächst in einem engen hart umkämpften Match mit 17:15 Peter Manley, bevor er nach einem 13:9-Sieg über Dave Askew ins Viertelfinale einzog. Hier blieb er allerdings bei der 5:16-Niederlage gegen John Part ohne Chance.
Im Dezember 2002 debütierte Anderson bei den UK Open Qualifiers und zog in die Runde der letzten 32 ein. Bei der PDC World Darts Championship 2003 daraufhin gewann Anderson in der Vorrunde mit 4:0 gegen den Jamaikaner Al Hedman, verlor jedoch daraufhin mit 3:4 gegen Colin Lloyd.
Beim darauffolgenden West Tyrone Open Anfang März verlor Anderson das Finale gegen John Part mit 2:7. Auch beim UK Open North West Regional Final stand er im Finale. Diesmal unterlag er Mark Dudbridge mit 0:2.
Beim Le Skratch Montreal Open kam Anderson diesmal bis ins Halbfinale. Außerdem debütierte er beim Las Vegas Desert Classic, schied jedoch als Gruppenzweiter aus. Beim World Matchplay siegte Anderson in Runde eins mit 10:4 gegen Ronnie Baxter, bevor er mit 11:13 Alex Roy unterlag.
Das Irish Open Autumn Classic endete für Anderson im Halbfinale. Er qualifizierte sich dadurch wieder für den World Grand Prix. Er verlor jedoch mit 0:2 gegen Alan Warriner-Little.
Bei der PDC World Darts Championship 2004 startete Anderson in der dritten Runde. Mit 4:1 setzte er sich dabei gegen einen schwachen Andy Jenkins durch. Nachdem er sich ebenfalls knapp mit 4:3 gegen Dennis Smith hatte durchsetzten können, stand Anderson erstmals seit der WM 1999 wieder im Viertelfinale einer Weltmeisterschaft. Dieses konnte er gegen Peter Manley mit 5:2 gewinnen, wodurch er erstmals ins Halbfinale einer PDC-WM einzog. Er verlor dieses jedoch mit 0:6 deutlich gegen Kevin Painter.
Beim West Tyrone Open im März 2004 unterlag Anderson mit 3:7 im Finale gegen Colin Lloyd. Nachdem er im Vorjahr die Qualifikation verpasst hatte, debütierte er bei den UK Open. Sein erstes Match gegen Peter Allen gewann Anderson mit 8:5. In seinem zweiten Spiel unterlag er jedoch John Part mit 6:8.
Beim Las Vegas Desert Classic 2004 verlor Anderson gleich in Rinde eins gegen Andy Jenkins mit 0:2. Eine Runde weiter kam er beim World Matchplay. Nachdem er mit 10:7 gegen Robbie Green gewonnen hatte, musste er sich mit 15:17 John Part geschlagen geben.
Im Oktober 2004 fand erstmals das von Anderson selbst initiierte Bob Anderson Classic statt. Er selbst erreichte dabei das Halbfinale, welches er jedoch mit 4:7 gegen Terry Jenkins verlor. Beim World Grand Prix konnte Anderson wie im Vorjahr gegen Dennis Smith keinen Satz gewinnen.
Bei der PDC World Darts Championship 2005 traf Anderson in seinem ersten Spiel erneut auf Smith. Diesmal besiegte er ihn mit 4:2. Mit dem gleichen Ergebnis gewann der Limestone Cowboy auch sein zweites Spiel gegen Ronnie Baxter. Nach einem 5:1-Erfolg gegen Andy Hamilton erreichte Anderson zum zweiten Mal in Folge das WM-Halbfinale. In diesem traf er auf Rekordweltmeister und Titelverteidiger Phil Taylor und verlor mit 2:6.
Beim UK Open North East Regional Final kam Anderson wieder einmal in ein PDC-Finale, welches er jedoch mit 0:2 gegen Steve Hine verlor. Bei den UK Open selbst gewann Anderson mit 8:6 gegen Andy Jenkins, bevor er mit 9:11 James Wade unterlag.
Das Anderson den Qualifier nicht überstand, verpasste er das Las Vegas Desert Classic. Beim World Matchplay 2005 war Anderson jedoch weiterhin dabei, unterlag jedoch in Runde eins Peter Manley mit 8:10.
Beim PDPA Players Championship Wales verlor Anderson erst im Halbfinale gegen Phil Taylor. Beim zweiten Bob Anderson Classic verlor er diesmal bereits in Runde zwei. Besser lief es beim PDPA Players Championship Ireland. Erst im Finale verlor er – wenn auch knapp – gegen Taylor mit 2:3. Beim World Grand Prix war erneut in Runde eins Schluss für Anderson. Mit 1:2 unterlag er Andy Jenkins.
In die PDC World Darts Championship 2006 startete Anderson erstmals wieder als gesetzter Spieler. An Position 18 unterlag er jedoch direkt im ersten Spiel Andy Hamilton mit 2:3.

### 2006–2008: Letzte Jahre als Darts-Profi
Bei den UK Open Qualifiers 2005/06 erreichte Anderson ein Viertelfinale, was als Qualifikation für die UK Open 2006 ausreichte. Dort erspielte sich Anderson nach Siegen über Richie Burnett und Dennis Priestley eine Achtelfinalteilnahme. Bei dieser unterlag er jedoch dem späteren Turniersieger Raymond van Barneveld mit 3:11.
2006 qualifizierte sich Anderson wieder für die Las Vegas Desert Classic. Mit 4:6 verlor er allerdings direkt gegen Roland Scholten. Beim World Matchplay war ebenfalls in Runde eins Schluss: Mit 5:10 unterlag er Phil Taylor.
Nach einem Viertelfinale beim PDPA Players Championship Wales konnte sich Anderson beim World Grand Prix 2006 erstmals verbessern. Zunächst gewann er mit 1:2 gegen Colin Lloyd und stand damit zum ersten Mal überhaupt in der zweiten Runde des Turniers. Im Achtelfinale gewann er mit 3:1 gegen den Irischen Qualifikanten Anto McCracken und zog somit ins Viertelfinale ein. Dieses verlor er gegen den späteren Finalisten Terry Jenkins mit 1:4.
Bei der PDC World Darts Championship 2007 war Anderson an Position 23 gesetzt. Er musste sich jedoch in Runde eins mit 1:3 Darren Webster geschlagen geben.
Bei den UK Open 2007 verlor Anderson erstmals sein erstes Spiel gegen Brendan Dolan mit 3:8. Auch beim World Matchplay verlor er in seinem ersten Spiel. Mit 6:10 unterlag er Ronnie Baxter. Bei der World Darts Trophy hieß sein erster und erneut letzter Gegner Michael Rosenauer.
Sein bestes Ergebnis auf der PDC Pro Tour 2007 erzielte Anderson beim Killarney-Pro-Tour-Event, als er im Halbfinale mit 1:3 gegen Vincent van der Voort verlor. Die Qualifikation für den World Grand Prix zuvor verpasste er jedoch.
Als Nummer 30 war Anderson bei seiner letzten PDC World Darts Championship 2008 gesetzt. Er konnte jedoch keinen weiteren WM-Erfolg erzielen. Mit 2:3 unterlag er Jason Clark. Daraufhin trat Anderson noch bei einigen Turnieren der PDC Pro Tour 2008 an. Sein letztes Turnier war das UK Open South West Regional Final am 10. Februar 2008, danach beendete Anderson seine Profi-Karriere.

### Nach seiner Profi-Karriere
Im August 2008 nahm Anderson an einem Exhibition-Event, der League of Legends teil. Nachdem er die Tabelle als Erstplatzierter abgeschlossen hatte, setzte er sich auch im Halbfinale gegen Peter Evison durch. Mit 10:4 gewann er außerdem das Finale gegen Keith Deller. Auch im darauffolgenden Jahr nahm er an der League of Legends teil, welche in drei Turniere aufgeteilt war. Beim Event 1 unterlag Anderson im Finale Keith Deller. Das zweite Event gewann er mit 5:4, ebenfalls gegen Deller. Beim dritten Event schied Anderson im Halbfinale gegen Bobby George aus.
In den darauffolgenden Jahren war Anderson immer wieder bei Exhibitions zu sehen. Im April 2021 wurde bekannt, dass Anderson zur World Seniors Darts Championship 2022 eingeladen wurde. Mit 74 Jahren war er damit nach John Lowe der zweitälteste Teilnehmer. In seinem ersten Spiel traf Anderson auf den späteren Turniersieger Robert Thornton und gewann zwei Legs, was jedoch nicht ausreichte, um sich einen Satz zu sichern.
Beim World Seniors Darts Masters gelang Anderson der Gewinn eines Satzes. Insgesamt verlor er allerdings sein erstes Spiel gegen Keith Deller mit 1:4. Ebenfalls nahm Anderson am ersten World Seniors Darts Matchplay teil. Er traf in Runde eins auf Martin Adams, gegen den er mit 2:8 unterlag.
Bei der World Seniors Darts Championship 2023 ging Anderson erneut an den Start und war diesmal aufgrund des Fernbleibens von John Lowe der älteste Teilnehmer im Feld. Gegen Andy Jenkins konnte er dabei ein Leg gewinnen, was jedoch bei weitem nicht für einen Sieg reichte. Auch beim World Seniors Darts Masters 2023 wird Anderson noch einmal an den Start gehen. Er verkündete jedoch zuvor auf Twitter, dass dies sein letzter Auftritt auf einer TV-Bühne sein werde.

## Weltmeisterschaftsresultate

### BDO
- 1984: 1. Runde (0:2-Niederlage gegen  Stefan Lord)
- 1985: 2. Runde (1:3-Niederlage gegen  Dave Whitcombe)
- 1986: Halbfinale (4:5-Niederlage gegen  Dave Whitcombe)
- 1987: Viertelfinale (3:4-Niederlage gegen  Alan Evans)
- 1988: Sieger (6:4-Sieg gegen  John Lowe)
- 1989: Halbfinale (4:5-Niederlage gegen  Jocky Wilson)
- 1990: 1. Runde (1:3-Niederlage gegen  Jann Hoffmann)
- 1991: Halbfinale (2:5-Niederlage gegen  Dennis Priestley)
- 1992: 2. Runde (2:3-Niederlage gegen  Graham Miller)
- 1993: Viertelfinale (1:4-Niederlage gegen  Steve Beaton)

### PDC
- 1994: Viertelfinale (2:4-Niederlage gegen  Phil Taylor)
- 1995: Viertelfinale (1:4-Niederlage gegen  Phil Taylor)
- 1996: Gruppenphase (3:1-Sieg gegen  Gerald Verrier, 2:3-Niederlage gegen  Jamie Harvey)
- 1997: Gruppenphase (1:3-Niederlage gegen  Eric Bristow, 3:1-Sieg gegen  Gary Mawson)
- 1998: Gruppenphase (0:3-Niederlage gegen  Shayne Burgess, 3:1-Sieg gegen  Gerald Verrier)
- 1999: Viertelfinale (0:4-Niederlage gegen  Phil Taylor)
- 2000: 1. Runde (0:3-Niederlage gegen  Peter Manley)
- 2001: 1. Runde (1:3-Niederlage gegen  Rod Harrington)
- 2002: 1. Runde (3:4-Niederlage gegen  Steve Beaton)
- 2003: 2. Runde (3:4-Niederlage gegen  Colin Lloyd)
- 2004: Halbfinale (0:6-Niederlage gegen  Kevin Painter)
- 2005: Halbfinale (2:6-Niederlage gegen  Phil Taylor)
- 2006: 1. Runde (2:3-Niederlage gegen  Andy Hamilton)
- 2007: 1. Runde (1:3-Niederlage gegen  Darren Webster)
- 2008: 1. Runde (2:3-Niederlage gegen  Jason Clark)

### WSDT
- 2022: 1. Runde (0:3-Niederlage gegen  Robert Thornton)
- 2023: 1. Runde (0:3-Niederlage gegen  Andy Jenkins)

## Turnierergebnisse
| Turnier                             | 1979                       | 1980                       | 1981                       | 1982                       | 1983                       | 1984                       | 1985                       | 1986                       | 1987                       | 1988                       | 1989                       | 1990                       | 1991                       | 1992                       | 1993                           | 1994                           | 1995                           | 1996                           | 1997                           | 1998                           | 1999                           | 2000                           | 2001                           | 2002                           | 2003                           | 2004                           | 2005                           | 2006                           | 2007                           | 2008               | ......             | 2022               | 2023               |
| ----------------------------------- | -------------------------- | -------------------------- | -------------------------- | -------------------------- | -------------------------- | -------------------------- | -------------------------- | -------------------------- | -------------------------- | -------------------------- | -------------------------- | -------------------------- | -------------------------- | -------------------------- | ------------------------------ | ------------------------------ | ------------------------------ | ------------------------------ | ------------------------------ | ------------------------------ | ------------------------------ | ------------------------------ | ------------------------------ | ------------------------------ | ------------------------------ | ------------------------------ | ------------------------------ | ------------------------------ | ------------------------------ | ------------------ | ------------------ | ------------------ | ------------------ |
| BDO-Major-Turniere                  |                            |                            |                            |                            |                            |                            |                            |                            |                            |                            |                            |                            |                            |                            |                                |                                |                                |                                |                                |                                |                                |                                |                                |                                |                                |                                |                                |                                |                                |                    |                    |                    |                    |
| Weltmeisterschaft                   | nicht teilgenommen         | nicht teilgenommen         | nicht teilgenommen         | nicht teilgenommen         | nicht teilgenommen         | 1R                         | AF                         | HF                         | VF                         | S                          | HF                         | 1R                         | HF                         | AF                         | VF                             | nicht teilgenommen             | nicht teilgenommen             | nicht teilgenommen             | nicht teilgenommen             | nicht teilgenommen             | nicht teilgenommen             | nicht teilgenommen             | nicht teilgenommen             | nicht teilgenommen             | nicht teilgenommen             | nicht teilgenommen             | nicht teilgenommen             | nicht teilgenommen             | nicht teilgenommen             | nicht teilgenommen | nicht teilgenommen | Verband insolvent  | Verband insolvent  |
| Butlins Grand Masters               | nicht teilgenommen         | nicht teilgenommen         | nicht teilgenommen         | nicht teilgenommen         | nicht teilgenommen         | F                          | AF                         | HF                         | nicht ausgetragen          | nicht ausgetragen          | nicht ausgetragen          | nicht ausgetragen          | nicht ausgetragen          | nicht ausgetragen          | nicht ausgetragen              | nicht ausgetragen              | nicht ausgetragen              | nicht ausgetragen              | nicht ausgetragen              | nicht ausgetragen              | nicht ausgetragen              | nicht ausgetragen              | nicht ausgetragen              | nicht ausgetragen              | nicht ausgetragen              | nicht ausgetragen              | nicht ausgetragen              | nicht ausgetragen              | nicht ausgetragen              | nicht ausgetragen  | nicht ausgetragen  | Verband insolvent  | Verband insolvent  |
| World Matchplay                     | nicht ausgetragen          | nicht ausgetragen          | nicht ausgetragen          | nicht ausgetragen          | nicht ausgetragen          | HF                         | F                          | AF                         | S                          | AF                         | nicht ausgetragen          | nicht ausgetragen          | nicht ausgetragen          | nicht ausgetragen          | nicht ausgetragen              | nicht ausgetragen              | nicht ausgetragen              | nicht ausgetragen              | nicht ausgetragen              | nicht ausgetragen              | nicht ausgetragen              | nicht ausgetragen              | nicht ausgetragen              | nicht ausgetragen              | nicht ausgetragen              | nicht ausgetragen              | nicht ausgetragen              | nicht ausgetragen              | nicht ausgetragen              | nicht ausgetragen  | nicht ausgetragen  | Verband insolvent  | Verband insolvent  |
| British Professional                | n/a                        | n/a                        | n/q                        | n/q                        | AF                         | VF                         | 1R                         | VF                         | 1R                         | HF                         | nicht ausgetragen          | nicht ausgetragen          | nicht ausgetragen          | nicht ausgetragen          | nicht ausgetragen              | nicht ausgetragen              | nicht ausgetragen              | nicht ausgetragen              | nicht ausgetragen              | nicht ausgetragen              | nicht ausgetragen              | nicht ausgetragen              | nicht ausgetragen              | nicht ausgetragen              | nicht ausgetragen              | nicht ausgetragen              | nicht ausgetragen              | nicht ausgetragen              | nicht ausgetragen              | nicht ausgetragen  | nicht ausgetragen  | Verband insolvent  | Verband insolvent  |
| World Masters                       | AF                         | n/t                        | 2R                         | n/t                        | VF                         | AF                         | HF                         | S                          | S                          | S                          | AF                         | 2R                         | HF                         | 2R                         | nicht teilgenommen             | nicht teilgenommen             | nicht teilgenommen             | nicht teilgenommen             | nicht teilgenommen             | nicht teilgenommen             | nicht teilgenommen             | nicht teilgenommen             | nicht teilgenommen             | nicht teilgenommen             | nicht teilgenommen             | nicht teilgenommen             | nicht teilgenommen             | nicht teilgenommen             | nicht teilgenommen             | nicht teilgenommen | nicht teilgenommen | Verband insolvent  | Verband insolvent  |
| WDF-Platin-/Major-Turniere          |                            |                            |                            |                            |                            |                            |                            |                            |                            |                            |                            |                            |                            |                            |                                |                                |                                |                                |                                |                                |                                |                                |                                |                                |                                |                                |                                |                                |                                |                    |                    |                    |                    |
| World Trophy                        | nicht ausgetragen          | nicht ausgetragen          | nicht ausgetragen          | nicht ausgetragen          | nicht ausgetragen          | nicht ausgetragen          | nicht ausgetragen          | nicht ausgetragen          | nicht ausgetragen          | nicht ausgetragen          | nicht ausgetragen          | nicht ausgetragen          | nicht ausgetragen          | nicht ausgetragen          | nicht ausgetragen              | nicht ausgetragen              | nicht ausgetragen              | nicht ausgetragen              | nicht ausgetragen              | nicht ausgetragen              | nicht ausgetragen              | nicht ausgetragen              | nicht ausgetragen              | nicht teilgenommen             | nicht teilgenommen             | nicht teilgenommen             | nicht teilgenommen             | nicht teilgenommen             | VR                             | n/a                | n/t                | n/a                | n/a                |
| WDF World Cup                       | n/t                        | n/a                        | n/t                        | n/a                        | n/t                        | n/a                        | n/t                        | n/a                        | 3R                         | n/a                        | 3R                         | n/a                        | n/t                        | n/a                        | n/t                            | n/a                            | n/t                            | n/a                            | n/t                            | n/a                            | n/t                            | n/a                            | n/t                            | n/a                            | n/t                            | n/a                            | n/t                            | n/a                            | n/t                            | n/a                | n/t                | n/a                | n/t                |
| WDF Europe Cup                      | n/a                        | n/t                        | n/a                        | n/t                        | n/a                        | n/t                        | n/a                        | n/t                        | n/a                        | AF                         | n/a                        | 2R                         | n/a                        | 1R                         | n/a                            | n/t                            | n/a                            | n/t                            | n/a                            | n/t                            | n/a                            | n/t                            | n/a                            | n/t                            | n/a                            | n/t                            | n/a                            | n/t                            | n/a                            | n/t                | n/t                | n/t                | n/a                |
| PDC-Ranking-Turniere                |                            |                            |                            |                            |                            |                            |                            |                            |                            |                            |                            |                            |                            |                            |                                |                                |                                |                                |                                |                                |                                |                                |                                |                                |                                |                                |                                |                                |                                |                    |                    |                    |                    |
| Weltmeisterschaft                   | nicht ausgetragen          | nicht ausgetragen          | nicht ausgetragen          | nicht ausgetragen          | nicht ausgetragen          | nicht ausgetragen          | nicht ausgetragen          | nicht ausgetragen          | nicht ausgetragen          | nicht ausgetragen          | nicht ausgetragen          | nicht ausgetragen          | nicht ausgetragen          | nicht ausgetragen          | nicht ausgetragen              | VF                             | VF                             | GP                             | GP                             | GP                             | VF                             | 1R                             | 1R                             | 1R                             | 2R                             | HF                             | HF                             | 1R                             | 1R                             | 1R                 | n/t                | n/t                | n/t                |
| UK Open                             | nicht ausgetragen          | nicht ausgetragen          | nicht ausgetragen          | nicht ausgetragen          | nicht ausgetragen          | nicht ausgetragen          | nicht ausgetragen          | nicht ausgetragen          | nicht ausgetragen          | nicht ausgetragen          | nicht ausgetragen          | nicht ausgetragen          | nicht ausgetragen          | nicht ausgetragen          | nicht ausgetragen              | nicht ausgetragen              | nicht ausgetragen              | nicht ausgetragen              | nicht ausgetragen              | nicht ausgetragen              | nicht ausgetragen              | nicht ausgetragen              | nicht ausgetragen              | nicht ausgetragen              | n/q                            | 4R                             | 5R                             | AF                             | 3R                             | n/q                | n/t                | n/t                | n/t                |
| Las Vegas Desert Classic            | nicht ausgetragen          | nicht ausgetragen          | nicht ausgetragen          | nicht ausgetragen          | nicht ausgetragen          | nicht ausgetragen          | nicht ausgetragen          | nicht ausgetragen          | nicht ausgetragen          | nicht ausgetragen          | nicht ausgetragen          | nicht ausgetragen          | nicht ausgetragen          | nicht ausgetragen          | nicht ausgetragen              | nicht ausgetragen              | nicht ausgetragen              | nicht ausgetragen              | nicht ausgetragen              | nicht ausgetragen              | nicht ausgetragen              | nicht ausgetragen              | nicht ausgetragen              | n/q                            | GP                             | 1R                             | n/q                            | 1R                             | n/q                            | n/q                | n/t                | n/a                | n/a                |
| World Matchplay                     | nicht ausgetragen          | nicht ausgetragen          | nicht ausgetragen          | nicht ausgetragen          | nicht ausgetragen          | nicht ausgetragen          | nicht ausgetragen          | nicht ausgetragen          | nicht ausgetragen          | nicht ausgetragen          | nicht ausgetragen          | nicht ausgetragen          | nicht ausgetragen          | nicht ausgetragen          | nicht ausgetragen              | VF                             | 1R                             | HF                             | VF                             | VF                             | AF                             | AF                             | 1R                             | VF                             | AF                             | AF                             | 1R                             | 1R                             | 1R                             | nicht teilgenommen | nicht teilgenommen | nicht teilgenommen | nicht teilgenommen |
| World Grand Prix                    | nicht ausgetragen          | nicht ausgetragen          | nicht ausgetragen          | nicht ausgetragen          | nicht ausgetragen          | nicht ausgetragen          | nicht ausgetragen          | nicht ausgetragen          | nicht ausgetragen          | nicht ausgetragen          | nicht ausgetragen          | nicht ausgetragen          | nicht ausgetragen          | nicht ausgetragen          | nicht ausgetragen              | nicht ausgetragen              | nicht ausgetragen              | nicht ausgetragen              | nicht ausgetragen              | 1R                             | GP                             | nicht ausgetragen              | nicht ausgetragen              | nicht ausgetragen              | 1R                             | 1R                             | 1R                             | VF                             | n/q                            | nicht teilgenommen | nicht teilgenommen | nicht teilgenommen | nicht teilgenommen |
| WSDT-Major-Turniere (Senioren-Tour) |                            |                            |                            |                            |                            |                            |                            |                            |                            |                            |                            |                            |                            |                            |                                |                                |                                |                                |                                |                                |                                |                                |                                |                                |                                |                                |                                |                                |                                |                    |                    |                    |                    |
| Weltmeisterschaft                   | nicht ausgetragen          | nicht ausgetragen          | nicht ausgetragen          | nicht ausgetragen          | nicht ausgetragen          | nicht ausgetragen          | nicht ausgetragen          | nicht ausgetragen          | nicht ausgetragen          | nicht ausgetragen          | nicht ausgetragen          | nicht ausgetragen          | nicht ausgetragen          | nicht ausgetragen          | nicht ausgetragen              | nicht ausgetragen              | nicht ausgetragen              | nicht ausgetragen              | nicht ausgetragen              | nicht ausgetragen              | nicht ausgetragen              | nicht ausgetragen              | nicht ausgetragen              | nicht ausgetragen              | nicht ausgetragen              | nicht ausgetragen              | nicht ausgetragen              | nicht ausgetragen              | nicht ausgetragen              | nicht ausgetragen  | nicht ausgetragen  | 1R                 | 1R                 |
| Matchplay                           | nicht ausgetragen          | nicht ausgetragen          | nicht ausgetragen          | nicht ausgetragen          | nicht ausgetragen          | nicht ausgetragen          | nicht ausgetragen          | nicht ausgetragen          | nicht ausgetragen          | nicht ausgetragen          | nicht ausgetragen          | nicht ausgetragen          | nicht ausgetragen          | nicht ausgetragen          | nicht ausgetragen              | nicht ausgetragen              | nicht ausgetragen              | nicht ausgetragen              | nicht ausgetragen              | nicht ausgetragen              | nicht ausgetragen              | nicht ausgetragen              | nicht ausgetragen              | nicht ausgetragen              | nicht ausgetragen              | nicht ausgetragen              | nicht ausgetragen              | nicht ausgetragen              | nicht ausgetragen              | nicht ausgetragen  | nicht ausgetragen  | AF                 | n/t                |
| Masters                             | nicht ausgetragen          | nicht ausgetragen          | nicht ausgetragen          | nicht ausgetragen          | nicht ausgetragen          | nicht ausgetragen          | nicht ausgetragen          | nicht ausgetragen          | nicht ausgetragen          | nicht ausgetragen          | nicht ausgetragen          | nicht ausgetragen          | nicht ausgetragen          | nicht ausgetragen          | nicht ausgetragen              | nicht ausgetragen              | nicht ausgetragen              | nicht ausgetragen              | nicht ausgetragen              | nicht ausgetragen              | nicht ausgetragen              | nicht ausgetragen              | nicht ausgetragen              | nicht ausgetragen              | nicht ausgetragen              | nicht ausgetragen              | nicht ausgetragen              | nicht ausgetragen              | nicht ausgetragen              | nicht ausgetragen  | nicht ausgetragen  | 1R                 | 1R                 |
| Karrierestatistiken                 |                            |                            |                            |                            |                            |                            |                            |                            |                            |                            |                            |                            |                            |                            |                                |                                |                                |                                |                                |                                |                                |                                |                                |                                |                                |                                |                                |                                |                                |                    |                    |                    |                    |
| Jahresendplatzierung                | unbekannt                  | unbekannt                  | unbekannt                  | unbekannt                  | unbekannt                  | unbekannt                  | 7                          | 4                          | 1                          | 1                          | 2                          | 5                          | 5                          | 8                          | 3                              | 5                              | 7                              | 3                              | 8                              | unbekannt                      | unbekannt                      | unbekannt                      | unbekannt                      | unbekannt                      | unbekannt                      | unbekannt                      | 18                             | 23                             | 30                             | –                  | –                  | unbekannt          | unbekannt          |
| Verband                             | British Darts Organisation | British Darts Organisation | British Darts Organisation | British Darts Organisation | British Darts Organisation | British Darts Organisation | British Darts Organisation | British Darts Organisation | British Darts Organisation | British Darts Organisation | British Darts Organisation | British Darts Organisation | British Darts Organisation | British Darts Organisation | Professional Darts Corporation | Professional Darts Corporation | Professional Darts Corporation | Professional Darts Corporation | Professional Darts Corporation | Professional Darts Corporation | Professional Darts Corporation | Professional Darts Corporation | Professional Darts Corporation | Professional Darts Corporation | Professional Darts Corporation | Professional Darts Corporation | Professional Darts Corporation | Professional Darts Corporation | Professional Darts Corporation | –                  | –                  | WSDT               | WSDT               |

| Legende zu den Turnierergebnissen | Legende zu den Turnierergebnissen | Legende zu den Turnierergebnissen | Legende zu den Turnierergebnissen | Legende zu den Turnierergebnissen | Legende zu den Turnierergebnissen | Legende zu den Turnierergebnissen | Legende zu den Turnierergebnissen | Legende zu den Turnierergebnissen | Legende zu den Turnierergebnissen |
| --------------------------------- | --------------------------------- | --------------------------------- | --------------------------------- | --------------------------------- | --------------------------------- | --------------------------------- | --------------------------------- | --------------------------------- | --------------------------------- |
| n/t                               | nicht teilgenommen                | n/q                               | nicht qualifiziert                | n/a                               | nicht ausgetragen                 | #R                                | Aus in jeweiliger Runde           | GP                                | Aus in der Gruppenphase           |
| AF                                | Achtelfinalist                    | VF                                | Viertelfinalist                   | HF                                | Halbfinalist                      | F                                 | Turnierfinalist                   | S                                 | Turniersieger                     |